# Elements of Life
Elements of Life is een muziekalbum uit 2007 van Tiësto, een Nederlandse trance dj en producer. Op dit album werkt hij samen met Jes Brieden, Julie Thompson, Charlotte Martin, BT, Christian Burns en Maxi Jazz.
De opbrengst van de single Dance4Life kwam geheel ten goede aan het gelijknamige het Dance4Life dansfestival, een liefdadigheidsproject dat draait om bewustwording bij jongeren van de strijd tegen hiv en aids.

## Tracklist
1. Ten Seconds Before Sunrise
2. Everything (met Jes Brieden)
3. Do You Feel Me (met Julie Thompson)
4. Carpe Noctum
5. Driving To Heaven
6. Sweet Things (met Charlotte Martin)
7. Bright Morning Star
8. Break My Fall (met BT)
9. In The Dark (met Christian Burns)
10. Dance4Life (met Maxi Jazz)
11. Elements Of Life
12. He's A Pirate (Tiësto Remix)

## Hitnotering
| "Elements of Life" in de Nederlandse Album Top 100 - binnen: 07-04-2007 | "Elements of Life" in de Nederlandse Album Top 100 - binnen: 07-04-2007 | "Elements of Life" in de Nederlandse Album Top 100 - binnen: 07-04-2007 | "Elements of Life" in de Nederlandse Album Top 100 - binnen: 07-04-2007 | "Elements of Life" in de Nederlandse Album Top 100 - binnen: 07-04-2007 | "Elements of Life" in de Nederlandse Album Top 100 - binnen: 07-04-2007 | "Elements of Life" in de Nederlandse Album Top 100 - binnen: 07-04-2007 | "Elements of Life" in de Nederlandse Album Top 100 - binnen: 07-04-2007 | "Elements of Life" in de Nederlandse Album Top 100 - binnen: 07-04-2007 | "Elements of Life" in de Nederlandse Album Top 100 - binnen: 07-04-2007 | "Elements of Life" in de Nederlandse Album Top 100 - binnen: 07-04-2007 | "Elements of Life" in de Nederlandse Album Top 100 - binnen: 07-04-2007 | "Elements of Life" in de Nederlandse Album Top 100 - binnen: 07-04-2007 | "Elements of Life" in de Nederlandse Album Top 100 - binnen: 07-04-2007 | "Elements of Life" in de Nederlandse Album Top 100 - binnen: 07-04-2007 | "Elements of Life" in de Nederlandse Album Top 100 - binnen: 07-04-2007 | "Elements of Life" in de Nederlandse Album Top 100 - binnen: 07-04-2007 | "Elements of Life" in de Nederlandse Album Top 100 - binnen: 07-04-2007 | "Elements of Life" in de Nederlandse Album Top 100 - binnen: 07-04-2007 | "Elements of Life" in de Nederlandse Album Top 100 - binnen: 07-04-2007 | "Elements of Life" in de Nederlandse Album Top 100 - binnen: 07-04-2007 | "Elements of Life" in de Nederlandse Album Top 100 - binnen: 07-04-2007 | "Elements of Life" in de Nederlandse Album Top 100 - binnen: 07-04-2007 | "Elements of Life" in de Nederlandse Album Top 100 - binnen: 07-04-2007 | "Elements of Life" in de Nederlandse Album Top 100 - binnen: 07-04-2007 | "Elements of Life" in de Nederlandse Album Top 100 - binnen: 07-04-2007 | "Elements of Life" in de Nederlandse Album Top 100 - binnen: 07-04-2007 |
| Week                                                                    | 01                                                                      | 02                                                                      | 03                                                                      | 04                                                                      | 05                                                                      | 06                                                                      | 07                                                                      | 08                                                                      | 09                                                                      | 10                                                                      | 11                                                                      | 12                                                                      | 13                                                                      | 14                                                                      | 15                                                                      | 16                                                                      | 17                                                                      | 18                                                                      | 19                                                                      | 20                                                                      | 21                                                                      | 22                                                                      | 23                                                                      | 24                                                                      | 25                                                                      |                                                                         |
| ----------------------------------------------------------------------- | ----------------------------------------------------------------------- | ----------------------------------------------------------------------- | ----------------------------------------------------------------------- | ----------------------------------------------------------------------- | ----------------------------------------------------------------------- | ----------------------------------------------------------------------- | ----------------------------------------------------------------------- | ----------------------------------------------------------------------- | ----------------------------------------------------------------------- | ----------------------------------------------------------------------- | ----------------------------------------------------------------------- | ----------------------------------------------------------------------- | ----------------------------------------------------------------------- | ----------------------------------------------------------------------- | ----------------------------------------------------------------------- | ----------------------------------------------------------------------- | ----------------------------------------------------------------------- | ----------------------------------------------------------------------- | ----------------------------------------------------------------------- | ----------------------------------------------------------------------- | ----------------------------------------------------------------------- | ----------------------------------------------------------------------- | ----------------------------------------------------------------------- | ----------------------------------------------------------------------- | ----------------------------------------------------------------------- | ----------------------------------------------------------------------- |
| Nummer                                                                  | 89                                                                      | 1                                                                       | 1                                                                       | 2                                                                       | 2                                                                       | 2                                                                       | 6                                                                       | 6                                                                       | 2                                                                       | 7                                                                       | 10                                                                      | 12                                                                      | 17                                                                      | 24                                                                      | 22                                                                      | 23                                                                      | 16                                                                      | 14                                                                      | 18                                                                      | 22                                                                      | 30                                                                      | 38                                                                      | 39                                                                      | 63                                                                      | 88                                                                      | uit                                                                     |